# Свети Никола (Бабино)
Вижте пояснителната страница за други значения на Свети Никола.
„Свети Никола“ или „Свети Николай“ (на македонска литературна норма: „Свети Никола“) е възрожденска православна църква в демирхисарското село Бабино, Северна Македония. Църквата е част от Сопотнишката енория на Крушевско-Демирхисарската епархия на Македонската православна църква – Охридска архиепископия.
Църквата е гробищен храм, разположен на километър източно от селото. Издигната е и осветена в 1858 година, което се разбира от надписа над вратата на западната фасада. След 30 години е храмът е изписан, според ктиторския надпис над западната врата, в който се казва, че зографските работи са завършени на 11 юни 1888 година при йереите Димитър, Козма и Стоян, ктитори са всички жители - големи и малки, на Бабино, а зографите са дебърските майстори Йосиф и Яков Радеви.
Църквата е обновена около 1928 година. Повторно е изграден трем, а в 60-те години е препокрита.
На северната и южната страна има пиластри за укрепване на сградата. Отворите, венецът и апсидата са изработени от дялан бигор. Църквата е покрита с керемиди, а апсидата с каменни плочи. Осветлението става през четири малки прозореца на южната стена в два реда. Два малки осветителни отвора има и на източната стена. Входът е от запад, където по-късно е дограден трем. До църквата е камбанарията, която в долната си част е от камък.
В 2014 година от храма са откраднати 18 ценни икони и сребърен кръст.
- Стенописи
- Светите братя Кирил и Методий
- Входът
- Надписът и Успение Богородично